# Stockholms diskontobank
Stockholms diskontobank var en svensk affärsbank med huvudsaklig verksamhet i Stockholm. Banken grundades som Stockholms Kredit- och
Diskontoförening av finansmannen Ernest Thiel år 1891 och tog med honom en ledande position i stadens och landets näringsliv. 
För att undvika tidens finansiella regelverk grundades banken som ett kommanditbolag utan rätt till sedel utgivning med en förlagsfond på 1 miljon kronor. Med Thiel som verkställande direktör och styrelseordförande expanderade verksamheten snabbt och redan 1895 uppgick balansomslutningen till 8,8 miljoner kronor och vid årsskiftet 1899/99 ombildades bolaget till aktiebolag. I samband med detta lämnade Thiel rollen som verkställande direktör men kvarstod som styrelsens ordförande i ytterligare 2 år.
Banken hade i början av 1900-talet en mindre kontorsrörelse i Stockholm med ett par kontor i Östergötland och Småland som tillkommit genom förvärv av mindre banker som exempelvis Gamleby folkbank. 1917 förvärvades Stockholms diskontobank i sin helhet av Göteborgs Bank som genom förvärvet på allvar etablerade sig i huvudstaden.